# Аюмкан
Аюмка́н (с эвенк. аюм — место зимовки рыбы в реке) — река в Зейском районе Амурской области России, правый приток Маи. Исток — на южном склоне Станового хребта. Длина — 69 км, площадь водосборного бассейна — 1290 км². Слиянием с Кун-Маньё образует реку Мая. Имеет множество притоков, среди которых наиболее крупные — Салакит (правый) и Эге-Соллак (левый).
Населённых пунктов на реке Аюмкан нет. Расстояние до села Бомнак около 180 км на юго-запад.

## Данные водного реестра
По данным государственного водного реестра России относится к Амурскому бассейновому округу, речной бассейн реки Уда, речной подбассейн реки — нет, водохозяйственный участок реки — Уда.
Код объекта в государственном водном реестре — 20020000112119000163403.